# Sinagoga Schor din Iași

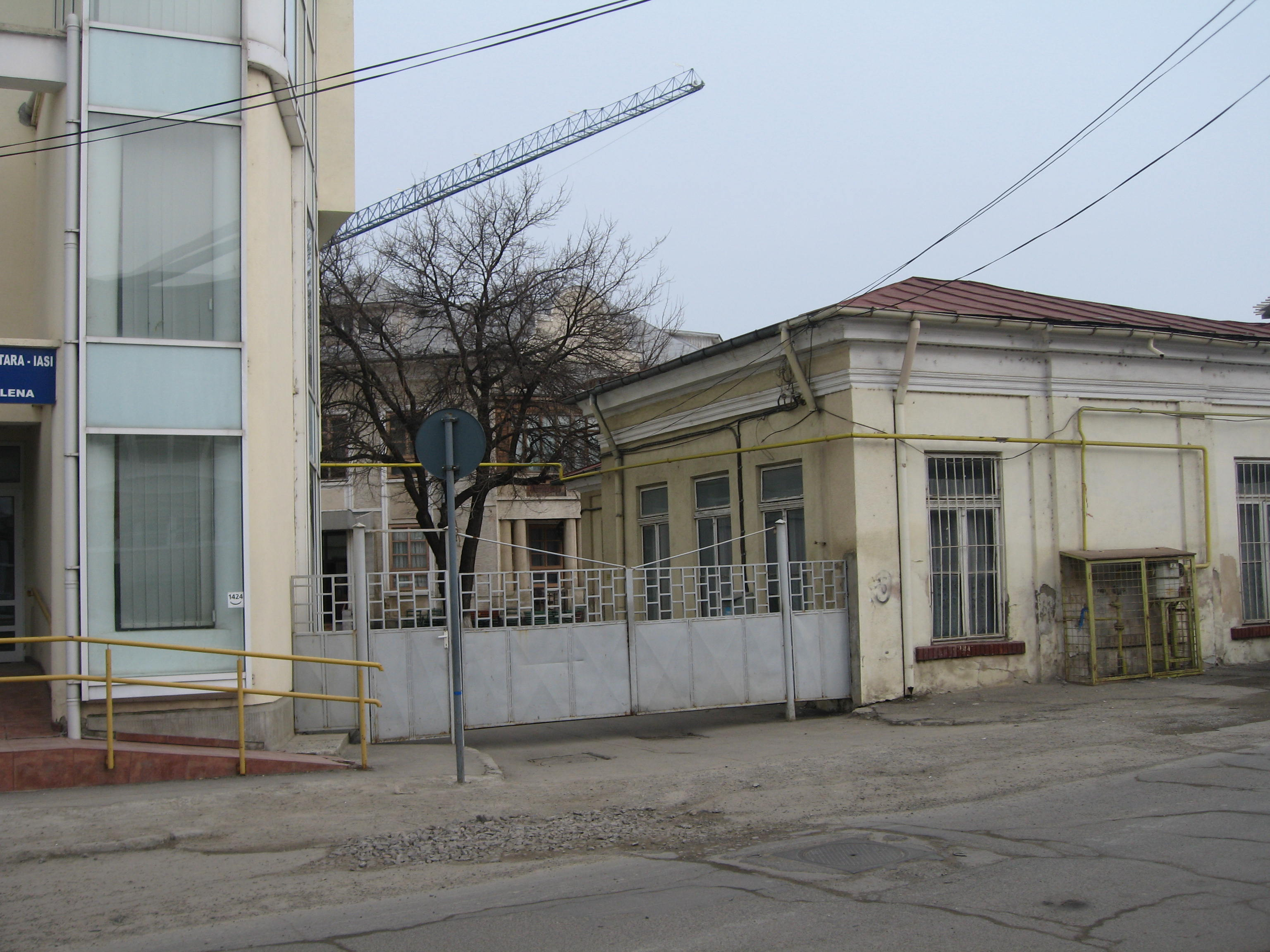
Intrarea în curtea Căminului de bătrâni, unde funcționează Sinagoga Schor.

Sinagoga Schor din Iași a fost un lăcaș de cult evreiesc din municipiul Iași, localizat pe Str. Sf. Constantin nr. 5, în apropiere de Sala Polivalentă din cartierul Podu Roș. Aici s-a aflat căminul de bătrâni "Sf. Constantin și Elena".

## Istoric
Primul lăcaș de cult evreiesc atestat la Iași este considerat a fi Sinagoga Mare, construită în anul 1657. Cu timpul, ca urmare a creșterii numerice a populației evreiești din capitala Moldovei, în cartierul Târgu Cucului (devenit o zonă centrală a comunității evreiești din Iași) s-au construit numeroasele sinagogi. Unele dintre acestea nu aveau formă de sinagogă, fiind, de cele mai multe ori, case adaptate cultului. Lăcașele evreiești de cult erau organizate pe bresle, existând Sinagoga Merarilor, a Cismarilor, Croitorilor, Muzicanților, Telalilor, Măcelarilor, Cușmarilor, Pietrarilor, etc.
Clădirea în care se află Sinagoga Schor a fost construită în anul 1890, alte surse acreditând anul 1895 ca an al construcției. În anul 1939, Sinagoga Schor era una dintre cele 112 case de rugăciune evreiești din Iași., slujind inițial drept cămin pentru copiii orfani de origine evreiască.
În perioada regimului comunist (1948-1989), marea majoritatea a sinagogilor din Iași au fost dărâmate pentru a se construi blocuri pe terenurile respective. În clădirea Sinagogii Schor a fost instalat un centru de îngrijire pentru bătrâni, care a fost transformat pe rând în: azil, cămin de bătrâni, centru de îngrijire și asistență socială pentru persoanele cu dizabilități. Clădirea a fost modernizată în 2003 de familia Sturdza. În anul 2004, statutul instituției a fost modificat în cel de Cămin de bătrâni. În anul 2006, în cămin erau găzduiți 150 de bătrâni.
În acel an, o aripă a Căminului «Sf. Constantin și Elena» a fost retrocedată Fundației Caritatea (înființată de Federația Comunităților Evreiești din România împreună cu Organizația Mondială Evreiască pentru restituirea bunurilor - The World Jewish Restitution Organization cu scopul de conservare, administrare și valorificare a patrimoniului cultural și spiritual al evreilor din România), bătrânii găzduiți acolo fiind mutați.
La 23 februarie 2005, reprezentanții comunității evreiești din Iași au constatat dispariția a patru suluri sfinte din Sinagoga "Schor", aflată în incinta căminului de bătrâni din str. Sf. Constantin.
În lista sinagogilor din România publicată în lucrarea Seventy years of existence. Six hundred years of Jewish life in Romania. Forty years of partnership FEDROM – JOINT, editată de Federația Comunităților Evreiești din România în anul 2008, se menționa că Sinagoga Schor din Iași nu mai era în funcțiune.
În iulie 2009, a fost aprobat Planul Urbanistic Zonal în care se prevedea demolarea căminului de bătrâni „Sf. Împărați Constantin și Elena“, fiind avizată construirea unui imobil cu parcare subterană, spații comerciale și spații rezidențiale. Noul imobil urmează să facă parte din Proiectul Palas. Se prevedea faptul că va fi demolat Căminul de bătrâni din Podu Roș numai după ce firma care a solicitat avizul va construi un altul. Clădirea a fost demolată și în locul ei s-au ridicat construcții din beton și sticlă care găzduiesc birouri și magazine.